# Adumim
| M17 · U33 · G17 · G17 |

| M17 · U33 · G17 · G17 |

Adumim (en hebreo: אֲדֻמִּים‎) era un lugar emplazado en el camino entre Jerusalén y Jericó, en Cisjordania. En la Biblia, en el Libro de Josué, se indica que estaba situado «al sur del Torrente», que fue identificado por Matthew Easton en 1897 como el río Wadi Kelt, y situado frente a Gilgal. Easton afirmó que se encontraba casi a mitad de camino entre Jerusalén y Jericó y que ahora lleva el nombre de Tal at ed-Dumm. El asentamiento israelí de Ma'ale Adummim se encuentra en esa zona y recibe su nombre del Adumim bíblico.
El nombre se relaciona con la palabra hebrea «rojo» y podría referirse a las vetas rojizas que se encuentran en la piedra de la zona. El nombre se recoge en los Anales de Tutmosis III en el Templo de Karnak como Atamem, siendo identificado con Adumim por Auguste Mariette, Emmanuel de Rougé, Gaston Maspero, Max Müller, Ludwig Borchardt y Ernest Wallis Budge.
Más recientemente, Pekka Pitkänen (2010) ha señalado que «la ubicación de Adumim no está clara».

## En el cristianismo
Se supone que este es el lugar mencionado en la parábola del Buen Samaritano. Es posible acceder a la zona y a la Posada del Buen Samaritano a través de la Autopista 1 de Israel/Palestina.